# Roberto Acuña
Roberto Miguel Acuña Cabello (Avellaneda, 25. ožujka 1972.) bivši je paragvajski nogometaš koji je igrao na poziciji veznog igrača.

## Karijera
Cabello je karijeru započeo 1989. u klubu Nacional. Nakon pet godina igranja u Paragvaju stekao je pravo na državljanstvo te je postao drugi strani igrač u paragvajskoj reprezentaciji nakon Carlosa Gamarra. Nakon četiri godine vraća se u Argentinu i igra za Argentinos Juniors, Boca Juniors i Independiente. Godine 1997. seli se u Europu, gdje potpisuje ugovor za španjolsku Zaragozu, a 2002. za Deportivo La Coruñu. U Španjolskoj je kratko na podudbi igra u Elcheu, te u Ujedinjenim Arapskim Emiratima za Al Ain. Godine 2001. vraća se u Argentinu te igra za Rosario Central, iste godine prelazi u paragvajsku Olimpiju, a 2009. u Rubio Ñu.
Za paragvajsku nogometnu reprezentaciju debitirao je 1993. godine i odigrao ukupno 100 utakmica i postigao pet pogodaka.

## Vanjske poveznice
- National-Football-Teams.com
- bdfutbol profil